# Abuga
Abuga, conocida como el Cerro Abuga, es una montaña ubicada en las estribaciones de la cordillera de los Andes, tiene una altura de 3090 m sobre el nivel del mar y está ubicado en la parroquia urbana de Bayas, de la ciudad de Azogues, Provincia de Cañar.

## Toponimia
Es conocido como un centinela pétreo de la capital cañari, Este lugar según la mitología es conocido como el Huacayñan, o Camino del Llanto, lugar sagrado de adoración a la luna para la cultura cañari ya que según la historia este fue el sitio en él que se refugiaron los dos hermanos cañaris que se salvaron del diluvio universal, gracias a la intervención de las guacamayas, aves totémicas de la cultura Cañari.

## Características

### Altitud
La base del cerro se sitúa a 2770 m s. n. m. y la cima a 3090 m lo que nos da una altura sobrante del cerro de 320 m.

### Vegetación
La vegetación del Cerro Abuga es muy variada como: la joyapa, mortiño, moradilla, la oreja de burro y la cola de caballo. Además, podrá admirar el hermoso monumento de la Virgen de la Nube, con una altura de 30 metros que se levanta airoso en la cima del cerro.

### Ambiente
La temperatura ambiente del cerro varia desde los 7 °C, hasta los 15 °C, dependiendo del clima que haga en el cerro, incluido la radiación solar que haga, debido a la intensidad del ambiente.

### Ascensión
Antes que hubiera un camino fácil de acceso hacia el pico del cerro, se debía escalar, agarrándose de los matorrales para poder llegar al destino, en la actualidad cuenta con un camino pedestre que lleva a muchos lugares, entre ellos al Monumento Nuestra Señora de la Nube, obra realizada por los frailes franciscanos.

### Clima
El clima en el cerro varía desde los climas húmedos, pasando por el clima cálido, hasta los más fríos, especialmente los meses desde mayo hasta septiembre, incluso hasta las alturas del mes de octubre, debido a que ocasionalmente el cielo se encuentra despejado o en la mayoría de los meses del año, hay periodos de lluvia.

### Vista
El Abuga permite una visión panorámica del Cantón en todas las direcciones y de acuerdo al ángulo del que se le vea, puede ser visto como un cono casi perfecto y de costado se le aprecia de una forma alargada.
Al norte se observa Cochahuaico, Saguin, Nutput, al noreste, se ve la comunidad de Buil Guapán y las cantera de caliza de Guapán (paisaje netamente erosionado).
Al sur se ve la parroquia de Luis Cordero y el cerro del Carbón, entre el sur y suroeste, esta Azogues y al fondo el cerro Cojitambo.
Al oeste se ve el cerro de Pillzhun.

## Leyenda
Cuentan la leyenda que en el pasado, existía una rivalidad de los cerros Abuga y Cojitambo, que entre ellos se lanzaban fuego y rayos, a modo de diversión por el cual los antepasados les temían mucho su furia, por el cual existen vestigios que atestiguaban su amor y temor a dichos cerros.